# KkStB 174
| kkStB 174 / kkStB 174.500 / BBÖ 174 / BBÖ 174.500 / ČSD 414.2 / PKP Tp17 / ÖBB 155 | kkStB 174 / kkStB 174.500 / BBÖ 174 / BBÖ 174.500 / ČSD 414.2 / PKP Tp17 / ÖBB 155 | kkStB 174 / kkStB 174.500 / BBÖ 174 / BBÖ 174.500 / ČSD 414.2 / PKP Tp17 / ÖBB 155 | kkStB 174 / kkStB 174.500 / BBÖ 174 / BBÖ 174.500 / ČSD 414.2 / PKP Tp17 / ÖBB 155 | kkStB 174 / kkStB 174.500 / BBÖ 174 / BBÖ 174.500 / ČSD 414.2 / PKP Tp17 / ÖBB 155 | kkStB 174 / kkStB 174.500 / BBÖ 174 / BBÖ 174.500 / ČSD 414.2 / PKP Tp17 / ÖBB 155 | kkStB 174 / kkStB 174.500 / BBÖ 174 / BBÖ 174.500 / ČSD 414.2 / PKP Tp17 / ÖBB 155 |
| ---------------------------------------------------------------------------------- | ---------------------------------------------------------------------------------- | ---------------------------------------------------------------------------------- | ---------------------------------------------------------------------------------- | ---------------------------------------------------------------------------------- | ---------------------------------------------------------------------------------- | ---------------------------------------------------------------------------------- |
| kkStB 174.01                                                                       |                                                                                    |                                                                                    |                                                                                    |                                                                                    |                                                                                    |                                                                                    |
|                                                                                    | 174.01–02                                                                          | 174.03–20                                                                          | 174.500–510                                                                        | 174.511–521                                                                        | 174.522–523                                                                        | Reko                                                                               |
| Bauart                                                                             | D n2 Brotan                                                                        | D n2                                                                               | D t2 Brotan                                                                        | D t2                                                                               | D t2                                                                               | D n2                                                                               |
| Zylinder-Ø                                                                         | 500 mm                                                                             | 500 mm                                                                             | 500 mm                                                                             | 500 mm                                                                             | 500 mm                                                                             | 500 mm                                                                             |
| Kolbenhub                                                                          | 570 mm                                                                             | 570 mm                                                                             | 570 mm                                                                             | 570 mm                                                                             | 570 mm                                                                             | 570 mm                                                                             |
| Treibrad-Ø                                                                         | 1.100 mm                                                                           | 1.100 mm                                                                           | 1.100 mm                                                                           | 1.100 mm                                                                           | 1.100 mm                                                                           | 1.100 mm                                                                           |
| fester Radstand                                                                    | 2.550 mm                                                                           | 2.550 mm                                                                           | 2.550 mm                                                                           | 2.550 mm                                                                           | 2.550 mm                                                                           | 2.550 mm                                                                           |
| Gesamtradstand                                                                     | 3.900 mm                                                                           | 3.900 mm                                                                           | 3.900 mm                                                                           | 3.900 mm                                                                           | 3.900 mm                                                                           | 3.900 mm                                                                           |
| Gesamtradstand mit Tender                                                          | 11.357 mm                                                                          | 11.357 mm                                                                          | 11.357 mm                                                                          | 11.357 mm                                                                          | 11.357 mm                                                                          | 11.357 mm                                                                          |
| Anzahl d. Rohre                                                                    | ?                                                                                  | 236                                                                                | 218                                                                                | 236                                                                                | 236                                                                                | 236                                                                                |
| Heizfl. d. Rohre                                                                   | ?                                                                                  | 168,1 m²                                                                           | 122,5 m²                                                                           | 124,0 m²                                                                           | 124,0 m²                                                                           | 173,5 m²                                                                           |
| Heizfl. d. Feuerbüchse                                                             | ?                                                                                  | 11,6 m²                                                                            | 11,6 m²                                                                            | 10,6 m²                                                                            | 10,6 m²                                                                            |                                                                                    |
| Überhitzerfläche                                                                   | –                                                                                  | –                                                                                  | 44,4 m²                                                                            | 48,8 m²                                                                            | 51,6 m²                                                                            | 51,6 m²                                                                            |
| Rostfl.                                                                            | ?                                                                                  | 2,48 m²                                                                            | 2,48 m²                                                                            | 2,54 m²                                                                            | 2,54 m²                                                                            | 2,54 m²                                                                            |
| Dampfdruck                                                                         | 11                                                                                 | 11                                                                                 | 11                                                                                 | 11                                                                                 | 11                                                                                 | 11                                                                                 |
| Tender                                                                             | 9, 56, 156, 256, 76, 86, 88                                                        | 9, 56, 156, 256, 76, 86, 88                                                        | 9, 56, 156, 256, 76, 86, 88                                                        | 9, 56, 156, 256, 76, 86, 88                                                        | 9, 56, 156, 256, 76, 86, 88                                                        | 9, 56, 156, 256, 76, 86, 88                                                        |
| Gewicht (leer)                                                                     | ?                                                                                  | 50,5 t                                                                             | 52,3 t                                                                             | 50,7 t                                                                             | 50,7 t                                                                             | 50,2 t                                                                             |
| Adhäsionsgewicht                                                                   | ?                                                                                  | 55,5 t                                                                             | 56,7 t                                                                             | 55,7 t                                                                             | 55,7 t                                                                             | 56,7 t                                                                             |
| Dienstgewicht                                                                      | ?                                                                                  | 55,5 t                                                                             | 56,7 t                                                                             | 55,7 t                                                                             | 55,7 t                                                                             | 56,7 t                                                                             |
| Länge                                                                              | 16,209 m                                                                           | 16,209 m                                                                           | 16,209 m                                                                           | 16,209 m                                                                           | 16,209 m                                                                           | 16,209 m                                                                           |
| Höhe                                                                               | 4,500 m                                                                            | 4,500 m                                                                            | 4,500 m                                                                            | 4,500 m                                                                            | 4,500 m                                                                            | 4,500 m                                                                            |
| Vmax                                                                               | ?                                                                                  | 40 km/h                                                                            | 35/40 km/h                                                                         | 40 km/h                                                                            | 40 km/h                                                                            | 40 km/h                                                                            |

Die kkStB 174 war eine Güterzug-Schlepptenderlokomotivreihe der kkStB.
Wegen des ständigen Bedarfes der kkStB an Güterzug- und Verschublokomotiven entwickelte Karl Gölsdorf aus der Reihe 73 1905/06 eine zeitgemäß verbesserte Variante.
Da die schwefelhaltige Kohle zu Problemen bei den Kupferfeuerbüchsen führte, wurden auch Varianten mit Brotankessel versucht.
Um aufwändige Konstruktionsarbeit zu sparen, übernahm Gölsdorf die Achsen und die Steuerung unverändert von der Reihe 73.

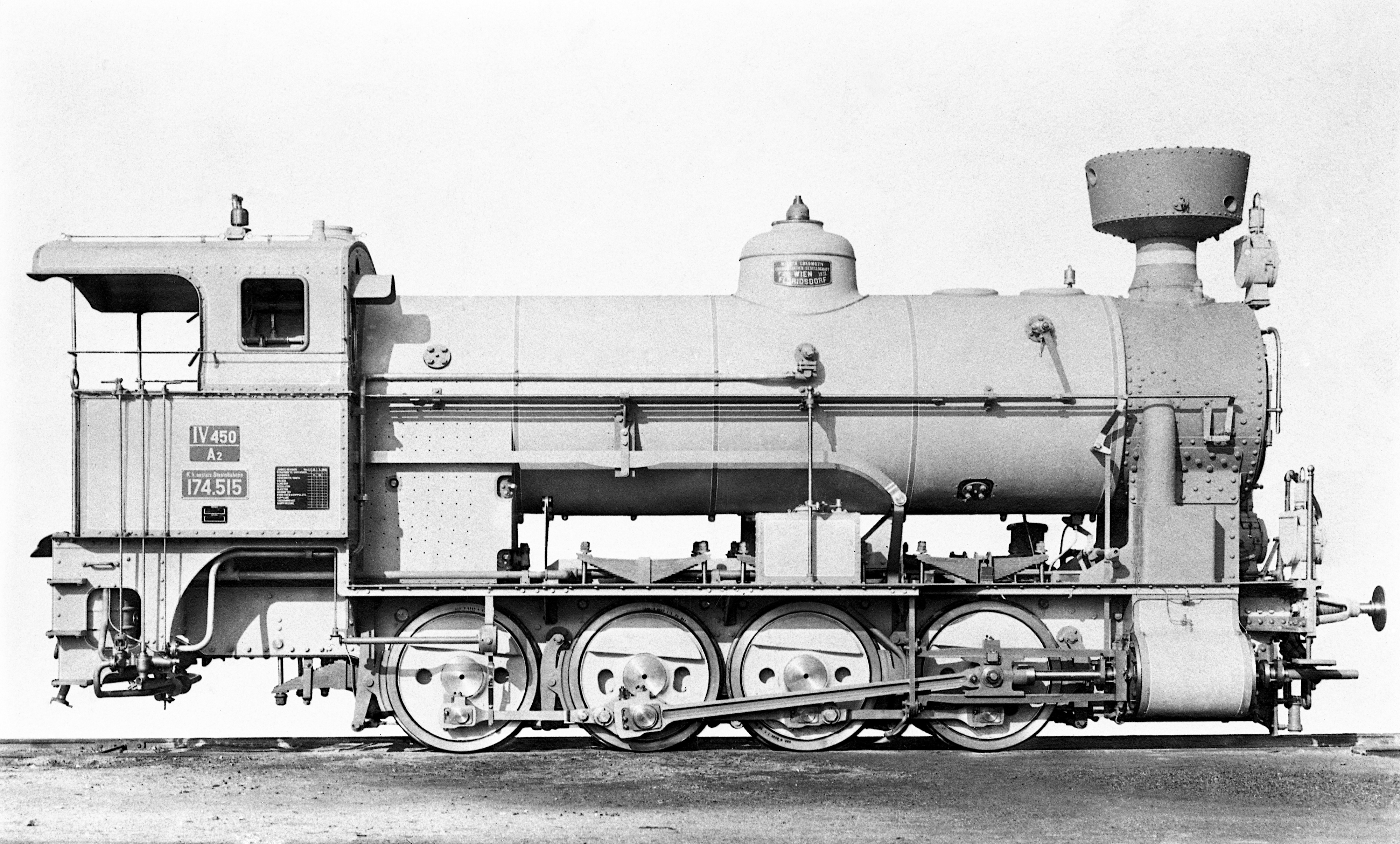
Werksfoto der 174.515

1906/07 lieferte die Lokomotivfabrik Floridsdorf die ersten beiden Nassdampf-Lokomotiven (174.01–02) mit Brotankessel.
1908 folgten elf Maschinen mit Brotankessel und Clench-Dampftrockner (174.500–510).
1910/11 wurden 13 Exemplare mit Stehbolzenkessel und Dampftrockner (174.511–523) und 1912 bis 1915 18 Stück mit gewöhnlichem Nassdampfkessel (174.03–20) geliefert.
Lieferfirmen waren außer Floridsdorf auch die Wiener Neustädter Lokomotivfabrik, die Lokomotivfabrik der StEG und die Böhmisch-Mährische Maschinenfabrik.
Bei der zweiten Serie der Brotan-Maschinen war das Dampfsammelrohr auf dem Kesselscheitel gemeinsam mit dem Kessel verkleidet und nicht mehr getrennt wie bei den beiden erst gelieferten Lokomotiven.
Da sich weder der Dampftrockner noch der Brotankessel bewährten, wurden die Maschinen sukzessive in Lokomotiven mit normalem Nassdampfkessel umgebaut.
Im Unterschied zur Ursprungsversion, die zwei Dampfdome mit Verbindungsrohr hatte, erhielten die rekonstruierten Maschinen nur einen mittigen Dampfdom.
Nach dem Ersten Weltkrieg wurde die Reihe 174 wie folgt auf die Nachfolgestaaten der Monarchie aufgeteilt:
18 Exemplare kamen als Tp17 zu den PKP, 12 kamen als 414.2 zu den ČSD, der BBÖ blieben 13 Exemplare, eine Maschine ging im Krieg verloren.
Die ČSD schieden die letzte Maschine der Reihe 414.2 erst 1969 aus ihrem Bestand.
Nach dem Anschluss Österreichs durch das Deutsche Reich ordnete die Reichsbahn alle 13 BBÖ-Maschinen als 55 5901–5913 ein.
Während des Zweiten Weltkriegs gelangten alle ehemaligen 174er von den PKP in den Bestand der DR und wurden als 55 5914–5931 eingereiht.
Nach dem Zweiten Weltkrieg blieben den ÖBB noch 11 Stück, die als Reihe 155 bezeichnet wurden.
Die letzte Maschine wurde 1959 ausgemustert.